# Осада Хандака
Осада Хандака — центральное сражение византийского отвоевания острова Крит, которым с 820-х годов правили арабы. Осада длилась с осени 960 до весны 961 года. 
Кампания 960 года последовала за серией начавшихся ещё в 827 года неудачных попыток отвоевать остров, её возглавил полководец и будущий император Никифор Фока. В результате была захвачена главная мусульманская крепость и столица острова Хандак (современный Ираклион). Завоевание Крита было большим достижением византийцев, поскольку был восстановлен контроль над побережьем Эгейского моря и уменьшена угроза со стороны сарацинских пиратов, для которых Крит служил операционной базой.

## Мусульманский Крит
Остров Крит был завоёван в конце 820-х годов большой группой изгнанников из мусульманской Испании. Спустя годы после первой высадки Византийская империя неоднократно предпринимала военные экспедиции, чтобы изгнать мусульман и вернуть остров, но они потерпели поражение. Сарацины основали свою цитадель Хандакс на северном побережье, которая стала столицей нового эмирата Крит. Мусульманская оккупация Крита имела разрушительные последствия для Византии, поскольку открыла её военно-морской центр в Эгейском море для набегов мусульманских флотов сарацин Крита и использовавших остров в качестве передовой базы или места остановки сарацинов Леванта, как это видно во время разграбления Фессалоники Львом Триполийским в 904 году, когда многие из более чем 20 000 фессалоникийских пленников были проданы или подарены в качестве рабов на Крите.
Первая крупная попытка византийцев вернуть себе остров была предпринята в 842—843 годах при Феоктисте. Это привело к некоторому прогрессу и, по-видимому, позволило восстановить захваченную часть острова в качестве фемы, о чём свидетельствует присутствие стратега Крита в «Тактиконе Успенского». Однако Феоктисту пришлось отказаться от продолжения боевых действий, оставшиеся войска были быстро разбиты сарацинами. Весной 866 г. регент Варда намеревался начать кампанию по возвращению Крита, но был убит накануне отъезда. Дальнейшие византийские попытки 911 г. (177 кораблей под командованием адмирала Химериоса) и 949 г. (128 кораблей под командованием Константина Гонгила) потерпели катастрофическую неудачу, несмотря на большие ресурсы и воинские силы. По словам Христоса Макрипулиаса, несмотря на часто тщательную подготовку, византийские экспедиции на Крит терпели неудачу из-за нехватки снабжения и использовавшейся сарацинами стратегии истощения. Успех или неудача в контроле над Критом в конечном итоге зависели от контроля над Хандаком, из-за чего византийцы оказались в шатком положении, поскольку им приходилось вести осаду в течение более длительных периодов вдали от своих баз снабжения. Укрывшись за крепостными валами столицы, сарацины могли дождаться ослабления противника для начала контратаки.
Преисполненный решимости отомстить за катастрофу 949 г., император Константин VII Багрянородный к концу своего правления возобновил приготовления к захвату острова. После его смерти в 959 году эта задача легла на плечи его сына и преемника Романа II. При поддержке и настоянии своего главного министра Иосифа Вринги, приготовления императора продолжались и он назначил способного солдата и выдающегося ветерана войн против мусульман в восточной части Малой Азии и доместика Востока Никифора Фоку главнокомандующим экспедицией. Фока мобилизовал византийскую армию в Малой Азии, и собрал большие силы к югу от Эфеса. Эта экспедиция была намного крупнее предыдущих, главным образом из-за относительной внутренней стабильности, вызванной недавними победами на восточных границах и давним миром с болгарами. По словам Льва Диакона, флот состоял из множества дромонов, оснащенных греческим огнём.

## Высадка византийцев
Используя трапы, византийская армия организовала быструю высадку на острове. Феофан Континиат и Феодосий Диакон сообщают, что византийцы не встретили сопротивления при высадке,, но по Льву Диакону сарацины ждали византийцев и выстроили своё войско для битвы. Никифор быстро собрал свои войска в типичном византийском боевом порядке, состоящем из трёх частей, и атаковал противника. Сарацины не выдержали натиска и бежали в укрепления Хандака, понеся много потерь. Лев Диакон описывает город как сильно укрепленный как природой, так и искусственным образом:
Из рассказа Льва и Феодосия следует, что Никифор первоначально надеялся взять город штурмом, но когда это не удалось, решился на длительную осаду, построив перед городом укреплённый лагерь и обеспечив якорную стоянку флота поблизости с приказом блокировать город и уничтожать любые корабли, которые могут попытаться покинуть его. По словам Льва, Фока затем поручил стратигу фракийской фемы и ветерану войн против арабов на востоке Никифору Пастиле  взять «когорту отборных людей» и совершить набег на критскую сельскую местность, чтобы разведать обстановку и собрать припасы, что снизит необходимость в количестве провизии в будущем, которое необходимо доставить по морю. Считая сельскую местность относительно безопасной, Пастилас и его люди беззаботно бродили, балуясь едой и вином. Мусульмане, которые тщательно прятались и наблюдали за их продвижением с высоты, увидели в этом прекрасную возможность и собрались для битвы. Лев утверждает, что византийцы, хотя и были пьяны, хорошо сражались, пока не пал раненный множеством стрел Пастилас. Затем дисциплина византийцев рухнула, и они были перебиты за исключением нескольких, которые сообщили о бедствии Фоке.

## Ход осады
Услышав известие о перебитом отряде, Фока решил действовать быстро и прочно осадить город. Он осмотрел городскую стену и обнаружил, что она очень крепкая. В результате он приказал своим людям начать строительство обхода от побережья до побережья перед береговой стороной городской стены. Однако несчастье Пастилы также продемонстрировало Фокасу, что ему придется обезопасить свой тыл, прежде чем сосредоточиться на осаде. Он отобрал небольшую группу молодых солдат и ночью тайком вывел их из лагеря. Византийцы взяли несколько пленных, от которых они узнали, что силы помощи, по словам Льва, составляют около 40 000 человек, собираются на близлежащем холме, чтобы атаковать византийский лагерь. Фока позволил своим людям отдохнуть на следующий день и снова отправился в путь только с наступлением вечера под руководством местных жителей (вероятно, местных христиан). Быстро и бесшумно его люди окружили арабский лагерь. Затем Фока приказал затрубить в трубы и атаковал спящих арабов. Застигнутые врасплох, арабы и не подумали сопротивляться, а попытались бежать, только чтобы наткнуться на другие византийские войска.
Армия помощи арабов была уничтожена, и Фокас приказал своим людям отрубить головы павшим и взять их с собой, когда они вернутся на свою базу, снова двигаясь только ночью. На следующий день он приказал своим людям пронзить некоторые головы на виду у городской стены, а другие забросать катапультами в город. Зрелище вызвало большой ужас и плач среди жителей, которые видели своих родственников и друзей мертвыми; но они по-прежнему были полны решимости сопротивляться и вскоре после этого отразили атаку под предводительством Фоки. Фокас использовал лучников и метательные машины против защитников, пытаясь взобраться на стену с помощью лестниц. Однако крепость устояла под натиском бомбардировок, и лестницы были смяты. Вскоре Фокас снял осаду. Теперь он решил блокировать город на зиму, в то время как его инженеры начали проектировать и строить более мощные осадные машины.
Примерно в этот момент эмир Крита Абд аль-Азиз обратился за помощью ко многим своим собратьям-мусульманским правителям. Их посланники сначала отправились к ихшидидскому правителю Египта Унуджуру ибн аль-Ихшиду, но он не проявил особого желания прийти им на помощь. В результате критяне обратились к фатимидскому халифу аль-Муизз ли-Дину Аллаху, хотя он был неортодоксальным и заклятым соперником номинального сюзерена критян, аббасидского халифа. Для аль-Муизза это была прекрасная возможность представить себя истинным поборником джихада в глазах исламского мира. Он написал Роману письма с требованием, чтобы его войска покинули Крит, иначе перемирие, подписанное между ними в 958 году, будет расторгнуто; и Унуджуру, предлагающему совместные усилия против византийцев путем объединения их флотов 20 мая 961 г. в Толмейте в Киренаике. Аль-Муизз заявил, что даже если флот Ихшидидов не придет, он поплывет один на помощь Криту. В итоге из этого ничего не вышло, поскольку византийцы завоевали Хандак ещё до того, как флот Фатимидов был готов к отплытию.
Второй штурм Хандака состоялся в марте 961 года. На этот раз византийцы применили против Хандака гораздо более эффективные осадные машины, но им так и не удалось закрепиться в городе. Тем временем мусульмане держались вне досягаемости греческих лучников, чтобы они могли по-прежнему следить за стенами, но не были уничтожены бомбардировкой. Вскоре Фока применил к стенам таран, но это была уловка. Пока мусульмане сосредоточились на таране, горняки копали под стенами и подкладывали взрывчатые и легковоспламеняющиеся материалы под слабые места. Вскоре им удалось разрушить огромный участок стены, откуда в город начала вливаться византийская армия. Защитники быстро построились в черте города, но было уже поздно. 6 марта мусульмане были разбиты и снова бежали на улицы. Солдатам дали традиционные три дня грабежа, прежде чем армия снова отправилась в путь.

## Последствия
После падения Хандака остальная часть Крита быстро сдалась, и Византия предприняла долгосрочные усилия по упрочнению своей власти и повторной христианизации. Остров был организован как обычная фема во главе со стратигом, базирующимся в Хандаке. Были предприняты обширные усилия по обращению населения во главе с Иоанном Ксеносом и Никоном Метаноитом. Находясь на южном входе в Эгейское море, Крит был особенно выгоден византийцам из-за его стратегического положения, помогавшего совершать набеги на побережье Северной Африки.
С другой стороны, сосредоточение стольких войск на Крите и на Востоке позволило Фатимидам развернуть активность западе: их войска приступили к захвату главной византийской крепости на Сицилии Таормины, а затем длительной осаде последней византийской цитадели в Валь-Демоне Рометты. Ставший императором в 963 г., Никифор Фока через год отправил на остров огромную экспедицию, в которую входили многие ветераны завоевания Крита. Однако византийцы потерпели поражение до того, как Рометта и их флот были уничтожены, что ознаменовало завершение арабского завоевания Сицилии.